# إيلي أبل كاريير
إيلي أبل كاريير (1818-1896) (بالإنجليزية: Elie Abel Carriere) هو عالم نبات فرنسي.